# Petromin Corporation
Petromin Corporation (in arabo  شركة بترومين‎?) è una azienda saudita di lubrificanti industriali e per autoveicoli comprendente una vasta gamma di oli, grassi e prodotti simili per la maggior parte delle applicazioni di lubrificazione.

## Storia
La società è stata costituita con un decreto reale il 24 febbraio 1968, come una joint venture tra Saudi Aramco e Mobil investimenti e iniziò la produzione nel suo primo impianto di miscelazione a Jeddah nel 1970.
In Italia l'azienda ebbe notorietà nel 1979 in seguito ad uno scandalo tangenti che la vide implicata con Eni e che portò alle dimissioni di Giorgio Mazzanti.